# John Webster (attore)
John Webster, chiamato anche Jack Webster (1879 – New York, 13 maggio 1925), è stato un attore teatrale statunitense che apparve anche occasionalmente sullo schermo.

## Biografia
Nato nel 1879, il suo nome appare in numerosi spettacoli messi in scena a Broadway negli anni dieci e venti del Novecento.
Morì a New York il 13 maggio 1925 all'età di 46 anni.

## Spettacoli teatrali
- Bobby Burnit
- Kismet, di Edward Knoblauch (Broadway, 25 dicembre 1911)
- Sophie
- Footloose
- In the Night Watch
- Beware of Dogs
- Merton of the Movies, di George S. Kaufman e Marc Connelly (Broadway, 13 novembre 1922)
- Andre Charlot's Revue of 1924 (Broadway, 9 gennaio 1924)
- The Poor Nut

## Filmografia
- The Old Parlor, regia di William Robert Daly (1913)